# Prévention situationnelle
La prévention situationnelle est la traduction formalisée de méthodes orientées vers la prise en compte de la sécurité dans les aménagements des espaces publics ou privés. Son application est censée réduire le sentiment d'insécurité.
La notion a d'abord été forgée par les professionnels de l’aménagement et certains chercheurs anglo-saxons sous le nom de Crime prevention through environmental design, avant d'être importée en Europe.

## Définition
Éric Chalumeau en donne la définition suivante dans les Cahiers du DSU (développement social urbain) : « c'est l'ensemble des mesures qui visent à empêcher le passage à l’acte délinquant en modifiant les circonstances dans lesquelles les délits pourraient être commis par le durcissement des cibles ».

## Interprétation française
Cette définition est celle d'une stratégie de sécurité générale ou ayant trait à une politique sécuritaire. À l'origine, la prévention situationnelle ne concerne pas spécifiquement la sécurité des espaces, mais peut au contraire s’appliquer à une infinité de situations. Rick Linden cite ainsi l’exemple des chauffeurs de bus britanniques : dans les années 1970, les agressions à leur encontre ont brutalement baissé lorsque les compagnies ont installé des machines qui rendent automatiquement la monnaie, afin que les chauffeurs n’aient plus à porter eux-mêmes de l’argent liquide. Cette initiative relève de la prévention situationnelle car elle diminue les avantages à agresser un chauffeur de bus.
L'interprétation française se distingue donc de la notion anglo-saxonne la réduisant à sa seule application dans l'aménagement.

## Histoire de la notion

### Éléments de contexte
D'un point de vue historique, on peut avancer l'hypothèse que la résidentialisation descend en quelque sorte des efforts faits depuis longtemps par les aménageurs pour rendre l'espace public moins susceptible d'accueillir les mouvements de révolte. Notons par exemple le cas de l'urbanisme d'Haussmann, dont le gabarit des boulevards devait, entre autres, rendre plus difficile à des insurgés l'érection de barricades, et faciliter le déplacement des troupes régulières.

### Définition contemporaine
La prévention situationnelle a été d’abord théorisée en Amérique du Nord, notamment par Jane Jacobs à la suite des travaux de l’école de Chicago sur les conditions dans lesquelles un crime est commis. Après s’être intéressé à l’auteur du délit et à sa victime, l’idée est apparue que, pour qu’un délit ait lieu, il fallait aussi un contexte. 
En matière de prévention situationnelle, cela peut se traduire par le fait qu’un espace sombre, caché, peut par exemple faciliter les embuscades. Une série de recommandations permettant de prendre en compte ces faits tangibles (qui pourtant n’ont jamais été mesurés avec précision) a ainsi été formulée, mettant en relation le contexte et les délits commis. 
Plus récemment, ces théories ont été progressivement adoptées au Royaume-Uni, aux Pays-Bas ou encore en Suède (reprise des préconisations de Oscar Newman et de son espace défendable dans un quartier entier). Simultanément, les travaux entrepris par la géographe Alice Coleman (1985) visaient à lister les indices permettant de trouver les corrélations qui existent entre défaut d’entretien, caractéristiques des espaces, etc., et les différents niveaux de criminalité. Les préconisations qui en découlent furent d’ailleurs appliquées à Mozart Estate, Londres. Ces travaux eurent ainsi une diffusion importante à l’échelle européenne. Néanmoins, les autorités françaises ne semblent pas adhérer à cette théorie, arguant de « ne pas être inspiré par un « spatio-déterminisme » lors de l’élaboration des lois et des projets d’aménagement.
Progressivement[Quand ?], on a également assisté à la mise en place d’un label produit par les forces de polices et les experts de la prise en compte de la sécurité, le label Secured by Design (SBD), en Angleterre. Celui-ci certifie que la construction qui l’a reçu respecte certains standards de sécurité. 
Ce label fut à l’origine de la rédaction d’une norme européenne à laquelle participa la France via l’AFNOR, qui a pour objectif de « proposer une méthodologie reliant une analyse des risques délictuels et des dispositions techniques de construction et d’aménagement » susceptibles d’avoir une influence sur la sécurité. Une telle norme serait alors applicable aux opérations de renouvellement urbain. 
Pour faciliter la compréhension de ces enjeux sécuritaires, une analogie a été proposée avec la prise en compte de la sécurité incendie, tant il est vrai qu’on retrouve nombre de similitudes (rôle d’un gestionnaire de l’espace public et privé à prendre en compte pour faciliter son intervention).
Au cours des années 1980, Ronald V. Clarke (professeur de la School of Criminal Justice de l'université Rutgers du New Jersey) a développé la théorie du choix rationnel (en) selon laquelle l'individu prend en compte et est soumis à plusieurs facteurs qui influencent son choix de réaliser ou non un acte malveillant. Parmi ces facteurs l'environnement social, éducatif, architectural, naturel joue un rôle important. Selon cette théorie, comprendre et agir sur cet environnement permettent de mieux prévenir la malveillance, ce qui s'est traduit par la mise en place dans les années 1990 d'une méthodologie applicable aux projets d'aménagement et de construction, la Crime prevention through environmental design ou CPTED.

## Buts de la prévention situationnelle
La prévention situationnelle a pour but principal de rendre les espaces publics (et aussi privés) moins « criminogènes ». Il s'agit particulièrement d'éliminer tout élément superflu de la conception de l'espace public, éléments pouvant servir de cachette, de lieu d'embuscade ou encore d'armes (notamment des éléments de structures facilement démontables). 
Un autre but de la prévention situationnelle consiste à bannir de l'espace public ses usages jugés « déviants ». Cela peut aller de la suppression des cachettes où se déroulent des trafics (drogue) jusqu'à rendre impossible l'installation de clochards et autres « indésirables » (voir la conception des bancs du métro de Paris, rendant impossible la position allongée) ou encore éviter l'usage des rampes, bancs… par les skateurs. Elle a également pour but d'éviter les rassemblements hostiles (voir la conception des fontaines de la place des Terreaux à Lyon.
Se fondant sur le principe de « l'individu rationnel », la théorie de la prévention situationnelle se propose par une triple action de rendre l'acte criminel moins intéressant :
- En rendant l'acte plus difficile : interphones, grilles qui filtrent les entrées
- En mettant des conditions plus risquées : la surveillance privée dans les résidences, ou bien la responsabilisation des conducteurs de bus sur le contrôle des billets
- En laissant espérer moins de gains au voleur : la généralisation des cartes de crédit réduit la circulation fiduciaire et donc rend le vol de porte monnaie moins intéressant

## Organismes traitant de la prévention situationnelle
Dès 1982, le Service Information Sécurité (aujourd'hui Service Opérationnel de Prévention Situationnelle - SOPS) de la Préfecture de Police de Paris a été le premier service de prévention situationnelle instauré en France. Créé et dirigé par le commissaire divisionnaire Alain Beaujard jusqu'en 2007, ce service réalise des audits de prévention situationnelle sur des bâtiments sensibles parisiens. Aujourd'hui le SIS s'est vu confier la fonction de référent sûreté sur le secteur de compétence de la Préfecture de Police. Ces référents sûreté sont, hors capitale, des policiers et gendarmes spécialistes de la prévention situationnelle ou « prévention technique de la malveillance ». Ils sont au minimum deux par département (un policier et un gendarme). Ces spécialistes de la sûreté sont à l'écoute des commerçants, des chefs d'entreprise et des élus pour apporter des conseils, réaliser des audits de sûreté, évaluer et rendre un avis sur les Études de Sécurité Publique (ou Études de Sûreté et de Sécurité Publique - ESSP) et les demandes d'installation de systèmes de vidéoprotection. Depuis 2011, un site internet (non institutionnel mais géré par des référents sûreté) a été ouvert au public afin de communiquer sur ces nouvelles missions des forces de sécurité publique. Il met à disposition des fiches conseils, la règlementation en matière de vidéoprotection, la liste et les coordonnées des référents sûreté.
Notons également à Lyon la création au milieu des années 1990 d'une Commission communale consultative à la Prévention Situationnelle, organisme donnant un avis sur les projets d'espaces publics à venir en matière de sécurité de l'espace, et faisant participer les services de Police aux débats. Il s'agissait d'une initiative avant-gardiste, prenant les devants de l'application de l'article 11 de la LOPS de 1995, repris par la Loi sur la Prévention de la Délinquance du 5 mars 2007 et le décret du 3 août 2007 (modifié le 24 mars 2011) portant application des Études de Sécurité Publique.

## Exemples de mise en pratique
Bien que relevant rarement d'une application explicite des théories de la prévention situationnelle, il n'est pas rare de nos jours de trouver des exemples de sa mise en pratique. Parmi ceux-ci, on peut citer :
- Le réaménagement ou la création des établissements publics nécessitant une Étude de Sécurité Publique ; par exemple le réaménagement de la gare de Lyon à Paris[11],
- la diffusion de musique (souvent classique) dans les parkings ou autres lieux d'attente[réf. nécessaire][12],
- l'utilisation d'un éclairage bleu (notamment dans les gares SNCF) afin d'empêcher les toxicomanes de trouver leurs veines[13].